# Solfato di uranio
Il solfato di uranio è un sale di uranio solubile in acqua.
È un composto molto tossico. I minerali di solfato di uranio sono comunemente diffusi intorno ai siti minierari contenenti uranio. Il solfato di uranio è un composto di transizione nella produzione di esafluoruro di uranio. Fu anche usato per alimentare i reattori omogenei acquosi.